# Michael Kraaij
Michael Kraaij (21 februari 1992) is een Nederlandse golfer.
Op 7-jarige leeftijd werd hij al lid van de Westfriese Golfclub.  Een jaar later zat hij in de C-selectie van de Nederlandse Golf Federatie en toen hij 9 jaar was had hij al een handicap en kwam hij in de B-selectie.

## Amateur
In 2008 was zijn handicap tot +1.0 gezakt. Hij werd lid op Golfclub Houtrak te Halfweg.
Hoogtepunten
In 2007 won hij als 15-jarige het Dutch Junior International op Toxandria door onder meer een ronde van 64 te maken, en kreeg hij een wildcard om aan het KLM Open deel te nemen. Hij eindigde dat jaar als winnaar van de Van Lanschot Junior Ranking t/m 21 jaar.
In 2011 verbeterde hij het baanrecord van Golfclub Dirkshorn door tijdens een toernooi van de Van Lanschot Tour een ronde van 67 (-5) te maken. Een dag later won hij de 2de NGF maandbeker met 71 op de Zaanse Golf Club. Ook deed hij weer mee aan het KLM Open. Ook won hij de Faldo Series Netherlands Championship waardoor hij zich plaatste voor de wereldfinale in Noord-Ierland werd gespeeld. Rowin Caron won bij de U18 en mocht ook naar de Noord-Ierland.
In 2013 won hij het Dutch Junior Open op Toxandria. Hij startte de laatste ronde met een voorsprong van zes slagen maar moest een play-off tegen Harry Casey spelen om het toernooi (-11) te winnen. In het Nationale Open op de baan van de Rosendaelsche Golfclub eindigde hij als beste amateur (-7) op de 3e plaats, terwijl hij in het Brabants Open op de baan van de Eindhovensche Golfclub met een score -10 de 2e plaats behaalde.
In 2014 werd hij 4e op het Nationale Open.
In 2014 speelde hij de Eisenhower Trophy met Lars van Meijel en Robbie van West.

### Gewonnen
- 2007: RiverWoods Junior International (74-72-64-67=277)
- 2011: Faldo Series Netherlands Championship U21
- 2013: Dutch Junior Open po

### Teams
- Eisenhower Trophy: 2014

## Professional
Michael Kraaij werd in september 2014 professional en ging naar Stage 1 van de Tourschool. Op 28 april 2017 won Kraaij zijn eerst golftoernooi als professional, door het Haugschlag NÖ Open te winnen.
Eind 2017 zetten Kraaij een punt achter zijn professionele carrière.

### Gewonnen
- 2017: Haugschlag NÖ Open